# Peter Genyn
Peter Genyn (Brasschaat, 24 december 1976) is een Belgische rolstoelracer, rolstoelrugbyspeler en paralympiër.

## Biografie

### Rolstoel rugby
Op zestienjarige leeftijd heeft Peter zijn nek gebroken ten gevolge van een duik in ondiep water. Tijdens de revalidatie kwam Peter in contact met rolstoelrugby. Gedurende zijn revalidatie startte hij met rugby. Op dat moment stond rolstoelrugby in België in zijn kinderschoenen, doch konden ze enkele belangrijke hoogtepunten realiseren.
- 2002: WK: 4de plaats
- 2003: EK: Zilver
- 2004: Paralympische Zomerspelen 2004 te Athene: 6de plaats
- 2009: EK: goud
- 2011: EK: brons
- 2012: Paralympische Zomerspelen 2012 te Londen: 7de plaats
- 2013 : Beste speler in zijn klasse van de Wereld en genoemd als ONE TO WATCH[2]

### Rolstoelatletiek
In november 2013 kreeg Genyn een val, waarbij zijn bovenbeen en heup heel complex gebroken waren. Hierdoor mocht hij geen rugby meer spelen. Er vanuit gaand dat dit tijdelijk zou zijn, was hij gestart met zijn conditie terug op te bouwen door te wheelen. Gezien het feit dat hij een van de snelste rugbyspelers van de wereld was, deed hij mee aan een internationale wedstrijd in mei 2014 in Nottwil. Zijn goede resultaat duidde op een goede carrièrewissel.
Prestaties
- 2014 
  - Vice Europees kampioen 100 m - 400 m[3][4]
- 2015 
  - Wereldrecord op de 100 m gereden, maar dit is ondertussen al verbroken.
  - Europees record op de 400 m
  - Wereldkampioen 100 m[5]
  - Wereldkampioen 400 m[6]
- 2016
  - Paralympische Zomerspelen 2016  op de 100 m T51 met een Paralympische recordtijd van 21,15
  - Paralympische Zomerspelen 2016  op de 400 m T51 met een Paralympische recordtijd van 1.20,82
- 2020
  - Paralympische Zomerspelen 2020  op de 100 m T51 ondanks sabotage van zijn fiets.[7]

## Eerbetoon
- 2009 - bronzen Niké van Essen
- 2012 - verkozen tot G-sporter van de provincie Antwerpen[8]
- 2014 - verkozen tot G-sporter van de provincie Antwerpen[8]
- 2016 - Vlaams Sportjuweel
- 2017 - Nationale Trofee Victor Boin 2016
- 2018 - Paralympiër van het jaar
- 2021 - Vlaamse Reus

1982 Annie Lambrechts · 1983 Eddy Annys · 1984 Ingrid Berghmans · 1985 niet uitgereikt · 1986 William Van Dijck · 1987 Wim Van Belleghem · 1988 Robert Van de Walle · 1989 niet uitgereikt · 1990 Ulla Werbrouck · 1991 Sabine Appelmans · 1992 Annelies Bredael · 1993 Gella Vandecaveye · 1994 Brigitte Becue · 1995 Fred Deburghgraeve · 1996 Luc Van Lierde · 1997 Stefan Everts · 1998 Sven Nys · 1999 Marleen Renders · 2000 Filip Meirhaeghe · 2001 Kim Clijsters · 2002 Kim Gevaert · 2003 Benny Vansteelant · 2004 Gino De Keersmaeker · 2005 Kathleen Smet · 2006 Tia Hellebaut · 2007 estafetteploeg 4x100m dames · 2008 Kenny De Ketele · 2009 Tom Goegebuer · 2010 Cédric Van Branteghem · 2011 Evi Van Acker · 2012 Hans Van Alphen and Marieke Vervoort · 2013 Frederik Van Lierde · 2014 Bart Swings · 2015 Jaouad Achab · 2016 Peter Genyn · 2017 Seppe Smits · 2018 Nina Derwael · 2019 Emma Meesseman · 2020 niet uitgereikt · 2021 Belgische hockeyploeg (mannen) · 2022 Remco Evenepoel  · 2023 Lotte Kopecky
1992 Sabine Appelmans · 1993 Gella Vandecaveye · 1994 Frédérik Deburghgraeve · 1995 Johan Museeuw · 1996 Luc Van Lierde · 1997 Luc Van Lierde · 1998 Frédérik Deburghgraeve · 1999 Luc Van Lierde · 2000 Kim Clijsters · 2001 Kim Clijsters · 2002 Kim Gevaert · 2003 Marc Herremans · 2004 Kim Gevaert · 2005 Tom Boonen · 2006 Tia Hellebaut · 2007 Kim Gevaert · 2008 Tia Hellebaut · 2009 Niels Albert · 2010 Kim Clijsters · 2011 Thomas Van Der Plaetsen · 2012 Evi Van Acker · 2013 Frederik Van Lierde · 2014 Delfine Persoon · 2015 Marieke Vervoort · 2016 Greg Van Avermaet · 2017 Nina Derwael · 2018 Nina Derwael · 2019 Emma Meesseman · 2020 Wout van Aert · 2021 Bashir Abdi en Peter Genyn · 2022 Remco Evenepoel · 2023 Patrick Lefevere · 2024 Jan Vertonghen